# Kurt Kießling
Kurt Kießling (* 10. Dezember 1910 in Leipzig; † 14. August 1985 ebenda) war ein deutscher Maler und Grafiker.

## Leben und Werk
Kießling absolvierte eine Ausbildung als Reklamemaler und arbeitete in Leipzig in seinem Beruf. Von 1935 bis 1938 studierte er an der Staatlichen Akademie für graphische Künste und Buchgewerbe Leipzig. Danach arbeitete er als freischaffender Künstler in Leipzig. Das Adressbuch verzeichnet ihn 1943 als Kunstmaler in der Dresdner Straße 76.
Kießling nahm als Soldat der Wehrmacht am Zweiten Weltkrieg teil. Nach der Kriegsgefangenschaft ging er wieder nach Leipzig. Er gehörte dort zu einer Gruppe Leipziger Künstler „die ihre Arbeit direkt in den Dienst des politischen Aufbaus stellen wollten. Sie fühlten sich der Tradition der ASSO und dem Vermächtnis Alfred Franks verpflichtet. Mit Walter Münze, Emil Koch, Kurt Kießling und dem später hinzugekommenen Alexander Neroslow standen erfahrene Antifaschisten an der Spitze.“ Er war Mitglied der Gewerkschaft 17, Sparte bildende Kunst, später des Verbands Bildender Künstler der DDR. 1948 stellte er mit Arthur Hoffmann (* 1885) und Walter Pohlenz die Ausstellungsleitung der von der Gewerkschaft ausgerichteten (dritten) Leipziger Kunstausstellung.
Von 1947 bis 1951 war Kießling an der Kunstgewerbeschule der Stadt als Lehrer tätig. Danach arbeitete er in Leipzig als freischaffender Künstler. Neben der freien künstlerischen Arbeit übernahm er auch gebrauchsgrafische Aufträge. So gestaltete er u. a. Kataloge für Kunstausstellungen wie 1949 die Leipziger Kunstausstellung und die 2. Deutsche Kunstausstellung.
Kießling war Mitglied des Beratergremiums der Staatlichen Kommission für Kunstangelegenheiten. In dieser Funktion nahm er u. a. 1952 an einer von Max Schwimmer geleiteten Tagung zur Vorbereitung der 3. Deutschen Kunstausstellung teil. Daran waren auch 18 Künstler aus der Bundesrepublik beteiligt.
Kießling wurde 1984 mit dem Orden Banner der Arbeit geehrt.

## Werke (Auswahl)
- Fassadenanstrich (1946, Öl, 1948 auf der Leipziger Kunstausstellung)[3]
- Am Ostseestrand (1951/1952)[4]
- Erntezeit[5]

## Ausstellungen (mutmaßlich unvollständig)
- 1948: Leipzig, Museum der bildenden Künste, Leipziger Kunstausstellung[6]
- 1949: Leipzig, Haus des Kulturbunds (Verkaufsausstellung, mit neun weiteren Malern)
- 1949: Dresden, 2. Deutsche Kunstausstellung
- 1953, 1954 und 1955: Leipzig, Bezirkskunstausstellungen
- 1965: Leipzig, Museum der Bildenden Künste („500 Jahre Kunst in Leipzig“)